# Anurophorus cuspidatus
Anurophorus cuspidatus är en urinsektsart som beskrevs av Stach 1920. Anurophorus cuspidatus ingår i släktet Anurophorus och familjen Isotomidae. Inga underarter finns listade i Catalogue of Life.